# Peter Lambert (Ruderer)
Peter Lambert (* 3. Dezember 1986 in Johannesburg, Südafrika) ist ein britischer Ruderer, der bis 2012 für Südafrika startete.

## Sportliche Karriere
Peter Lambert begann in Johannesburg mit dem Rudersport. 2004 nahm er im Zweier ohne Steuermann an den Junioren-Weltmeisterschaften teil und belegte den 17. Platz. 2006 erreichte er mit dem Leichtgewichts-Vierer ohne Steuermann den 15. Platz bei den U23-Weltmeisterschaften. 2009 nahm Lambert im Einer an den Weltmeisterschaften in Posen teil und kam auf den 14. Rang. 2010 bildete er einen Zweier ohne Steuermann mit Ramon di Clemente, der bei den Weltmeisterschaften den siebten Platz erreichte. Im Jahr darauf belegte er im Vierer ohne Steuermann den 15. Platz bei den Weltmeisterschaften 2011. 2012 ruderte Lambert beim Ruder-Weltcup in Luzern auf den achten Platz im Einer.
Seit 2013 startet Lambert für das Vereinigte Königreich. Bei den Weltmeisterschaften 2013 erkämpfte der britische Doppelvierer mit Graeme Thomas, Sam Townsend, Charles Cousins und Peter Lambert die Bronzemedaille hinter den Kroaten und den Deutschen. Zum Saisonauftakt 2014 unterlag der britische Doppelvierer in der gleichen Besetzung wie im Vorjahr im Finale der Europameisterschaften den Ukrainern mit 0,27 Sekunden Rückstand. Nach zwei Siegen im Weltcup verloren die Briten auch im Weltmeisterschaftsfinale gegen die Ukrainer, diesmal mit 0,05 Sekunden Rückstand. Bei den Europameisterschaften 2015 startete der Doppelvierer in der Besetzung Jack Beaumont, Sam Townsend, Graeme Thomas und Peter Lambert. Hinter den Booten aus Russland und aus der Ukraine erhielten die Briten die Bronzemedaille. Bei den Weltmeisterschaften saß wieder Cousins statt Beaumont im Boot; der vierte Platz bedeutete die direkte Olympiaqualifikation für 2016. Bei den Europameisterschaften 2016 belegten Angus Groom, Townsend, Thomas und Lambert den fünften Platz. Mit Beaumont für den erkrankten Thomas belegte der britische Doppelvierer den fünften Platz bei den Olympischen Spielen in Rio de Janeiro.
2017 belegte Lambert bei den Europameisterschaften den vierten Platz im Doppelvierer. Nachdem er 2018 international nicht angetreten war, gewann er 2019 bei den Europameisterschaften zusammen mit Jack Beaumont, Jonathan Walton und Angus Groom die Bronzemedaille.